# Кырач, Али Туфан
Али Туфан Кырач (тур. Ali Tufan Kıraç; 17 июня 1972, Гёксун, Кахраманмараш, Турция) — турецкий рок-музыкант.

## Биография
Кырач родился в 1972 г. маленьком провинциальном городке Гёксун в семье учителя. Братьев и сестёр не имеет. В 1982 году, когда он учился в четвёртом классе начальной школы, отец получил новую работу, и семья перебралась в Стамбул. Он получил начальное, среднее и старшее школьное образование в одной из школ района Кадыкёй в Стамбуле.
В 1990-м Кырач поступил в один из крупнейших университетов Турции, Мармарский университет на педагогический факультет им. Ататюрка, где занялся своим музыкальным образованием.
В 1992 году Кырач начал свою музыкальную карьеру в одном из баров в района Ортакёй в Стамбуле.
В 1994 году, желая объявить о себе и поделиться своей музыкой с более широкой аудиторией, он создал свой первый демо-альбом.

## Музыкальная карьера
В мае 1998 года был выпущен его дебютный альбом «Сумасшедшая мечта» (тур. «Deli Düş»).
В январе 2000 года вышел его второй альбом «Странная любовная мелодия» (тур. «Bir Garip Aşk Bestesi»).
В феврале 2001 года был выпущен дуэтный альбом с турецкой певицей Фундой Арар — «Возлюбленным» (тур. «Sevgiliye»). Он был представлен слушателям в День Святого Валентина. В конце того же года он выпустил альбом «Время» (тур. «Zaman»).
В 2002 году предложение из TMC Film стать студийным композитором, открыло новую дверь в его музыкальной жизни. Саундтреки написанные им к турецким телесериалам «Zerda», «Bir İstanbul Masalı», «Aliye», «Binbir Gece», «Beyaz Gelincik» прославили его как одного из лучших современных турецких композиторов. Кроме того, в 2005 году Кырач получил премию «Лучшая музыка» в 1-й телевизионной премии «Белая жемчужина» за свою работу над «Bir İstanbul Masalı».
Гитарист Кырача Намиг Нагдалиев является один из основателей легендарной азербайджанской рок-группы Yuxu.

## Дискография
- 1998: Deli Düş
- 2000: Bir Garip Aşk Bestesi
- 2001: Sevgiliye
- 2001: Zaman
- 2003: "Zerda" Soundtrack
- 2004: "Bir İstanbul Masalı" Soundtrack
- 2003: Kayıp Şehir
- 2005: "Aliye" Soundtrack
- 2007: Benim Yolum
- 2008: Haydi Haydi
- 2008: Binbir Gece (dizi) Soundtrack
- 2008: Gözyaşı Çetesi Soundtrack
- 2008: Sessiz Fırtına Soundtrack
- 2008: Yağmur Zamanı Soundtrack
- 2008: Kıraç Toprağın Türküleri
- 2008: O..Çocukları Film Müziği
- 2008: Son Bahar Soundtrack
- 2009: Pulsar Soundtrack
- 2009: Garbiyeli
- 2009: Rock Dünyasından Sesleniş
- 2009: Yolcu
- 2010: Show Zamanı
- 2010: Unutulmaz (dizi) Soundtrack
- 2010: Aşk ve Ceza Soundtrack
- 2011: Gönülçelen (dizi) Soundtrack
- 2011: Karadağlar
- 2011: Dön Artık
- 2011: Derindekiler
- 2014: Çık Hayatımdan
- 2015: Acı Aşk Soundtrack
- 2016: Yolun Sonu — Single
- 2016: Senden Sonra — Single
- 2019: Beni Ben Yapan Şarkılar